# Abureti Takaio
Abureti Takaio is een Kiribatisch politicus en academicus. Hij was in de jaren 90 minister van de Line-eilanden en de Phoenixeilanden. In 2002 was hij een niet-succesvolle kandidaat voor de politieke partij Maneaba ni Maungatabu (Nationale Huis van Afgevaardigden).
Takaio is tevens auteur van "Control: 'E Taku te Kamitina'", uitgegeven in het boek Kiribati: Aspects of History, dat bestaat uit een verzameling artikelen die over de geschiedenis van Kiribati gaan.